# Даніела Ромо
Даніела Ромо (ісп. Daniela Romo; нар. 27 серпня 1959, Мехіко, Мексика) — мексиканська співачка та акторка.

## Особисте життя
Даніела Ромо ніколи не мала дітей. Вона прожила 44 роки у тісній дружбі з музичною продюсеркою Тіною Галіндо, яка спершу була її менеджеркою, до смерті останньої у віці 78 років у 2024 році. Роками побутували чутки про нібито романтичні стосунки між ними. Хоча Ромо ніколи не називала Галіндо своєю романтичною партнеркою романтичний партнер, ніжний та шанобливий спосіб, яким вона говорила про Галіндо, був для багатьох підтвердженням їхніх романтичних стосунків.

## Дискографія
- 2012: Para soñar
- 2008: Sueños de Cabaret
- 2005: Es la Nostalgia
- 2001: Ave Fénix
- 1999: Me Vuelves Loca
- 1998: En Vivo Desde el Teatro Alameda
- 1996: Un nuevo amor
- 1994: La Cita
- 1992: De Mil Colores
- 1991: Amada más que nunca
- 1989: Quiero Amanecer con Alguien
- 1987: Gitana
- 1986: Mujer de todos, Mujer de nadie
- 1985: Dueña de mi Corazón
- 1984: Amor Prohibido
- 1983: Daniela Romo
- 1979: También Yo

## Вибрана фільмографія
- 1989—1990 — Балада про кохання (ісп. Balada por un amor) — Бріанда Португал Меркадер
- 2001—2002 — Джерело (ісп. El manantial) — Маргарита Інсунса де Рамірес
- 2002—2003 — Шляхи кохання (ісп. Las vías del amor) — Летисія Фернандес Валенсія
- 2005—2006 — Світанок (ісп. Alborada) — донья Хуана Арельяно де Марнріке
- 2010—2011 — Тріумф любові (ісп. Triunfo del amor) — донья Бернарда Монтехо де Ітурбіде
- 2014—2015 — Моє серце твоє (ісп. Mi corazón es tuyo) — у ролі самої себе
- 2020 — Подолати страх (ісп. Vencer el miedo) — Барбара Альбарран де Фалькон"'
- 2024—2025 — Гірке кохання (ісп. Amor amargo) — Леонор Сан-Хосе